# Marianne Baudler
Marianne Baudler (* 27. April 1921 in Stettin; † 5. März 2003 in Davos) war eine deutsche Chemikerin und Professorin für Anorganische und Analytische Chemie an der Universität zu Köln.

## Leben
Marianne Baudler war die Tochter des Fabrikanten Fritz Baudler und dessen Ehefrau Clara geb. Siermann. Sie legte ihr Abitur 1940 in Stettin ab und studierte anschließend Chemie an der TH Dresden sowie an der Universität Göttingen. Ihr Diplom als Chemikerin erlangte sie 1943 in Dresden und wurde 1946 in Göttingen bei Franz Fehér mit ihrer Dissertation über Polyschwefelwasserstoffe zum Dr. rer. nat. promoviert. Bis 1949 war sie Forschungsassistentin bei Fehér, folgte ihm nach dessen Wechsel an die Universität zu Köln und wirkte dort bis 1960 als wissenschaftliche Assistentin.
1959 habilitierte sie sich an der Universität zu Köln mit der Schrift „Untersuchungen über Di-Phosphorsäuren“ und lehrte dort ab 1960 als Diätendozentin, ab 1963 als außerordentliche Professorin. Nachdem sie den Ruf an die Technische Universität Berlin abgelehnt hatte, wurde sie 1968 in Köln zur ordentlichen Professorin für Anorganische und Analytische Chemie und zur Direktorin des Instituts für Anorganische Chemie ernannt. Ihre Emeritierung erfolgte 1986.
Baudler war seit 1982 ordentliches Mitglied der Akademie der Naturforscher Leopoldina und seit 1991 korrespondierendes Mitglied der Mathematisch-Naturwissenschaftlichen Klasse der Akademie der Wissenschaften zu Göttingen.

## Forschungsschwerpunkte
Arbeitsgebiete waren Chemie der Nichtmetalle, vor allem die Chemie des Phosphors (Phosphane und Verbindungen mit mindestens einer Phosphor-Phosphor-Bindung). Die Analyse und Charakterisierung der Substanzen erfolgte mit Hilfe der IR- und Raman-Spektroskopie, NMR-Spektroskopie und Massenspektroskopie. Sie  formulierte mit diesen Ergebnissen Regeln zum Aufbauprinzip bevorzugter Strukturen cyclischer Phosphane, die später durch quantenmechanische Rechnungen bestätigt wurden und heute auch als Baudler-Regeln bezeichnet werden.
Ab 2023 wird der GDCh-Preis für Anorganische Chemie nach ihr benannt.

## Auszeichnungen
- 1986: Alfred-Stock-Gedächtnispreis[1]